# The First Verse
The First Verse é um romance de Barry McCrea, publicado pela Carroll & Graf em 2005 e premiado com o Prémio Ferro-Grumley de 2006 para ficção

## Enredo
Tem uma questão que precisa mesmo, mesmo de responder? Feche os olhos e passe a sua mão por um conjunto de livros: em pilha, em estante de biblioteca, em balcão de livraria, tanto faz. O importante é concentrar-se fortemente na questão e acreditar, também fortemente, que o livro que seleccionar ao acaso lhe vai proporcionar a resposta por que anseia. Sinta as vibrações que emanam do livro e lhe indicam que aquele é o escolhido. Abra-o ao acaso e passe o seu dedo pelas linhas, olhos ainda bem fechados, o pensamento concentrado na questão. Pare quando sentir que o deve fazer. Abra os olhos e leia os parágrafos para que o seu dedo aponta. A sua questão estará aí respondida! 
Esta é a base para o livro viciante de McCrea, e os personagens, tal como os leitores, acabam viciados e dependentes desta arte mágica de adivinhar o futuro.